# Districte de Vranov nad Topľou
El districte de Vranov nad Topľou - (eslovac) Okres Vranov nad Topľou - és un dels 79 districtes d'Eslovàquia. Es troba a la regió de Prešov, al nord del país. Té una superfície de 769,47 km², i el 2013 tenia 80.227 habitants. La capital és Vranov nad Topľou.

## Demografia
| Godina             | 1994   | 2004   | 2014   | 2024   |
| ------------------ | ------ | ------ | ------ | ------ |
| Nombre de persones | 73.492 | 77.591 | 80.508 | 79.395 |
| Diferència         |        | +5,57% | +3,75% | −1,38% |

| Godina             | 2023   | 2024   |
| ------------------ | ------ | ------ |
| Nombre de persones | 79.295 | 79.395 |
| Diferència         |        | +0,12% |

## Llista de municipis

### Ciutats
- Vranov nad Topľou
- Hanušovce nad Topľou

### Pobles
Babie | Banské | Benkovce | Bystré | Cabov | Čaklov | Čičava | Čierne nad Topľou | Ďapalovce | Davidov | Detrík | Dlhé Klčovo | Ďurďoš | Giglovce | Girovce | Hencovce | Hermanovce nad Topľou | Hlinné | Holčíkovce | Jasenovce | Jastrabie nad Topľou | Juskova Voľa | Kamenná Poruba | Kladzany | Komárany | Kučín | Kvakovce | Majerovce | Malá Domaša | Matiaška | Medzianky | Merník | Michalok | Nižný Hrabovec | Nižný Hrušov | Nižný Kručov | Nová Kelča | Ondavské Matiašovce | Pavlovce | Petkovce | Petrovce | Piskorovce | Poša | Prosačov | Radvanovce | Rafajovce | Remeniny | Rudlov | Ruská Voľa | Sačurov | Sečovská Polianka | Sedliská | Skrabské | Slovenská Kajňa | Soľ | Štefanovce | Tovarné | Tovarnianska Polianka | Vavrinec | Vechec | Vlača | Vyšný Kazimír | Vyšný Žipov | Zámutov | Zlatník | Žalobín
1. 1 2  «Počet obyvateľov podľa pohlavia - obce (ročne) [om7102rr_obce=AREAS_SK]».   Statistical Office of the Slovak Republic, 31-03-2025. [Consulta: 31 març 2025].